# Quietdrive (album)
Quietdrive è il terzo album in studio del gruppo musicale rock statunitense Quietdrive, pubblicato nel 2010.

## Tracce
1. American Jeans - 3:02
2. Way Out - 3:20
3. Always - 3:35
4. Days Go By - 3:12
5. C'est la Vie - 3:24
6. Body out of Bed - 2:57
7. Fading Light - 3:36
8. Birthday - 2:50
9. The Good Book - 2:49
10. It Says a Lot - 2:27
11. Feel Alive - 3:49
12. Until the End - 3:51